# Elisabeth von Bosnien

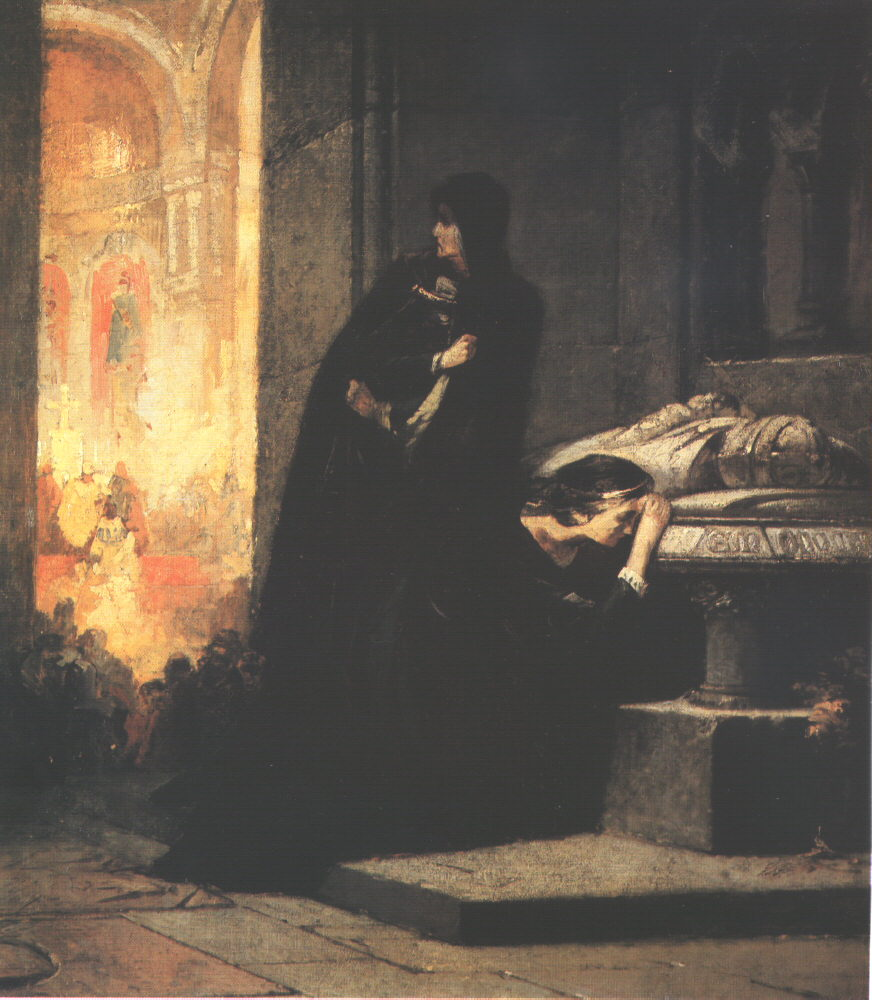
Königin Elizabeth und ihre Tochter trauern am Sarkophag Ludwig I., Historiengemälde von Sándor Liezen-Mayer (1864)

Elisabeth von Bosnien (serbokroatisch-kyrillisch Elizabeta/Jelisaveta Kotromanić, ungarisch Kotromanić Erzsébet, polnisch Elżbieta Bośniaczka; * 1340; † 16. Januar 1387) aus dem Haus Kotromanić war durch Heirat mit Ludwig I. Königin von Ungarn und Kroatien 1353–1382 und Polen 1370–1382, sowie Regentin von Ungarn-Kroatien ab 1382 und Polen 1382–1384. 

## Leben
Elisabeth von Bosnien wurde als Tochter von Stjepan II. Kotromanić, Ban von Bosnien aus der Kotromanić-Dynastie, und dessen Gemahlin Elisabeth von Kujawien, Tochter von Herzog Kasimir von Kujawien zu Gniewkowo geboren, und war damit Urenkelin des polnischen Königs Władysław I. Ellenlang. Als Geisel lebte sie am Hof von Ludwigs Mutter,  Elisabeth von Polen.
Da der junge ungarische König Ludwig I. von Anjou verwitwet war – seine erste Frau Margarethe von Luxemburg verstarb kinderlos bereits mit 14 Jahren –, wollte seine Mutter eine neue Ehe mit Elisabeth von Bosnien für ihn schmieden.  
Nach der Hochzeit vom 27. Mai 1353 wurde Elisabeth von Bosnien Königin von Ungarn und ab 1370 auch von Polen. Erst nach der Eheschließung wurde bei Papst Innozenz IV. um Dispens für diese Verbindung nachträglich ersucht, weil Elisabeth und Ludwig miteinander nahe verwandt waren. Der Ururgroßvater Elisabeths von Bosnien, der Herzog Kasimir I. von Kujawien (1211–1267) war gleichzeitig Urgroßvater Ludwigs (und Vater seines Großvaters aus der Piastendynastie – Władysław I. Ellenlangs).
Das Paar hatte vier Töchter:
- Maria (* 1365; † 1366)
- Katharina (* 1370; † 1378), 1374 verlobt mit Ludwig von Frankreich (* 1372; † 1407), Sohn des französischen Königs Karl V. und Johanna von Bourbon
- Maria (* 1371; † 1395), Königin von Ungarn ⚭ 1385 Sigismund von Luxemburg (* 1368; † 1437), Römischer Kaiser, König von Deutschland, Böhmen etc.
- Hedwig (* 1373; † 1399), Königin von Polen ⚭ 1386 Jogaila (* 1351; † 1434), Großfürst von Litauen

Die zweite Maria wurde mit Sigismund von Luxemburg, dem späteren römisch-deutschen Kaiser, Mitglied des böhmischen Hochadels, vermählt und die jüngere Hedwig hätte mit Wilhelm, Herzog von Österreich, Kärnten und Steiermark, verheiratet werden sollen. Die ältere Tochter sollte zuerst beide Throne ihres Vaters, Ungarn und Polen erben. Da jedoch Sigismund, der seit 1381 in Krakau lebte, von den Polen des Landes verwiesen wurde und die polnischen Adeligen mit der bereits seit 1370 existierenden Personalunion höchst unzufrieden waren, wurde zur Königin von Polen die erst neunjährige Hedwig gewählt. 
Ludwig I. starb 1382 in Nagyszombat im damaligen Ungarn (heute Trnava in der Slowakei). Er wurde in Székesfehérvár bestattet. Elisabeth von Bosnien war Regentin sowohl in Polen als auch in Ungarn-Kroatien.
1386 wurde Maria dem Großfürsten von Litauen, Jogaila vermählt. Somit teilten sich zwei rechtlich gleichgestellte und miteinander verheiratete Herrscher die Macht über Polen-Litauen. Um diese Verbindung zu ermöglichen, ließ sich Jogaila taufen und das heidnisch gebliebene litauische Kernland christianisieren.
Maria dagegen wurde nach dem Tod ihres Vaters 1382 Königin in Ungarn, ihre Mutter Elisabeth wurde jedoch als Regentin für die noch minderjährige Herrscherin eingesetzt. Unterstützt wurde sie durch den ungarischen Palatin Garai Miklós.
Sigismund, sein Bruder Wenzel IV., König von Böhmen, und einige ungarische Adelige standen Elisabeth und dem Palatin feindlich gegenüber. Einige Adelige unterstützten den neapolitanischen König Karl von Durazzo und verhalfen ihm 1385 kurzfristig zur Macht. Königin Elisabeth und Garai ließen Karl 1386 ermorden. Karls Sohn Ladislaus von Neapel wollte den ungarischen Thron zurückerobern, ihm fehlte es jedoch an Unterstützung von Seiten des Adels. Elisabeth und Maria wurden am 25. Juli 1386 bei Đakovo durch die mächtigen Horvat-Brüder gefangen genommen und zunächst in der Burg Gomnec, dann in der Burg von Novigrad an der adriatischen Küste interniert. Sie konnten aber nicht wie geplant an Margarethe von Durazzo, die nach Rache dürstende Witwe des ermordeten Karl, ausgeliefert werden, da unter dem Kommando von Giovanni Barbarigo stehende venezianische Schiffe Novigrad blockierten. 
Die Schergen von János Horváti erdrosselten Elisabeth Anfang Januar 1387 in Gegenwart Marias und warfen ihren Leichnam über die Mauern der Festung. Eine starke Liga ungarischer Magnaten half Sigismund, dass er am 31. März 1387 in Stuhlweißenburg zum König gekrönt wurde. Nun schritt er langsam daran, seiner Gattin zu Hilfe zu kommen. Hauptsächlich durch den Einsatz der Venezianer wurde Maria am 4. Juni 1387 befreit. Sie ernannte daraufhin Barbarigo zum Ritter und gewährte ihm eine Jahresrente von 600 Goldgulden. Im Juli 1394 wurde János Horváti gefangen genommen und auf Wunsch Marias im folgenden August hingerichtet, obwohl Sigismund bereit gewesen wäre, ihn am Leben zu lassen.